# Галицька вулиця (Київ)
Га́лицька ву́лиця — вулиця в Подільському районі міста Києва, житловий масив Вітряні гори. Пролягає від Перемишльської вулиці до кінця забудови (поблизу проспекту Свободи).

## Історія
Виникла у 1-й половині XX століття під назвою Піща́на. Сучасна назва — з 1955 року.

## Установи

### Навчальні заклади
- Середня загальноосвітня школа № 262 (буд. № 5-а).

### Медичні заклади
- Шкірно-венерологічний диспансер № 5 (буд. № 6)